# Julie Garwood
Julie Garwood (Kansas City (Missouri), 1946 - 08 de junho de 2023) foi uma autora norte-americana de romances policiais notabilizada por obras como A Próxima Vítima e O Testamento, Julie escreveu ao todo 25 livros de suspense e romances policiais.
A autora escreveu também livros infanto-juvenis sob o pseudônimo de Emily Chase.

## Biografia
Julie Garwood nasceu em 1946, em Kansas City (Missouri), a sexta de sete filhos, de uma grande família irlandesa. Garwood tem seis irmãs: Sharon, Mary Kathleen, Marilyn, Mary, Mary Colette "Cookie", Joanne e Monica, e um irmão, Tom. 
Julie já vendeu mais de 30 milhões de livros, entre romances policiais, histórias fantásticas e livros infanto-juvenis, e está hoje na lista dos escritores favoritos dos EUA em companhia a Rick Riordan, Patricia Cornwell, e John Grisham.
Garwood morreu em 8 de junho de 2023, em sua casa no Kansas.

## Obras

### jovem/adulto
- A Girl Named Summer 03/1986

### Livros isolados
- Gentle Warrior 10/1985
- Rebellious Desire 06/1986
- Honor's Splendour 12/1987
- The Prize 08/1991
- Saving Grace 12/1993
- Prince Charming 06/1994

### Série Crown's Spies
- The Lion's Lady 12/1988
- Guardian Angel 05/1990
- The Gift 01/1991
- Castles 07/1993

### Série Lairds' Brides
- The Bride 07/1989
- The Wedding 04/1996

### Série Highlands' Lairds
- The Secret 05/1992
- Ransom 09/1999
- Shadow Music 12/2007 Música das sombras

### Série Clayborne of Rosehill
- For The Roses 02/1995
- One Pink Rose 06/1997 (e no "The Clayborne Brides")
- One White Rose 07/1997 (e no "The Clayborne Brides")
- One Red Rose 08/1997 (e no "The Clayborne Brides")
- Come The Spring 12/1997

### Série Buchanan/FBI
- Sem Perdão - no original Heartbreaker 08/2000 (Nick Buchanan/Laurant Madden)
- Misericórdia - no original Mercy 09/2001 (Theo Buchanan/Dr. Michelle Renard)
- Um amor assassino - no original Killjoy 09/2002 (John Paul Renard/Avery Delaney)
- A lista da morte - no original Murder List 08/2004 (Alec Buchanan/Regan Hamilton Madison)
- Fogo lento - no original Slow Burn 08/2005 (Dylan Buchanan/Kate MacKenna)
- Dança das sombras - no original Shadow Dance 12/2006 (Noah Clayborne/Jordan Buchanan)
- Fire and Ice 12/2008 (Jack MacAlister/Sophie Summerfield Rose)
- Sizzle 12/2009 (Samuel Kincaid/Lyra Prescott)
- The Ideal Man 08/2011 (Max Daniels/Dr. Ellie Sullivan)
- Sweet Talk 08/2012 (Grayson Kincaid/Olivia Mackenzie)
- Hotshot 08/06/2013 (Finn MacBain/Peyton Lockhart)
- Fast Track 02/14/2014 (Aiden Madison/Cordelia Kane)
- Wired 05/2017 (Liam Scott/Alison Trent)